# 平井村 (愛知県南設楽郡)
平井村（ひらいむら）は、愛知県南設楽郡にかつて存在した村。
現在の新城市の一部（平井・上平井・富沢・矢部など）に該当する。

## 歴史
- 1878年（明治11年） -
  - 下平井村と宗高村が合併し、平井村となる。
  - 上平井村と恵美酒方村が合併し、上平井村となる。
  - 設楽村と岩広村が合併し、富沢村となる。
  - 東矢部村と西矢部村が合併し、矢部村となる。
- 1889年（明治22年）10月1日 - 平井村、上平井村、富沢村、矢部村が合併し、平井村が発足。
- 1906年（明治39年）5月1日 - 信楽村、石座村と合併し、東郷村発足。同日平井村は廃止。